# Vịt Orpington

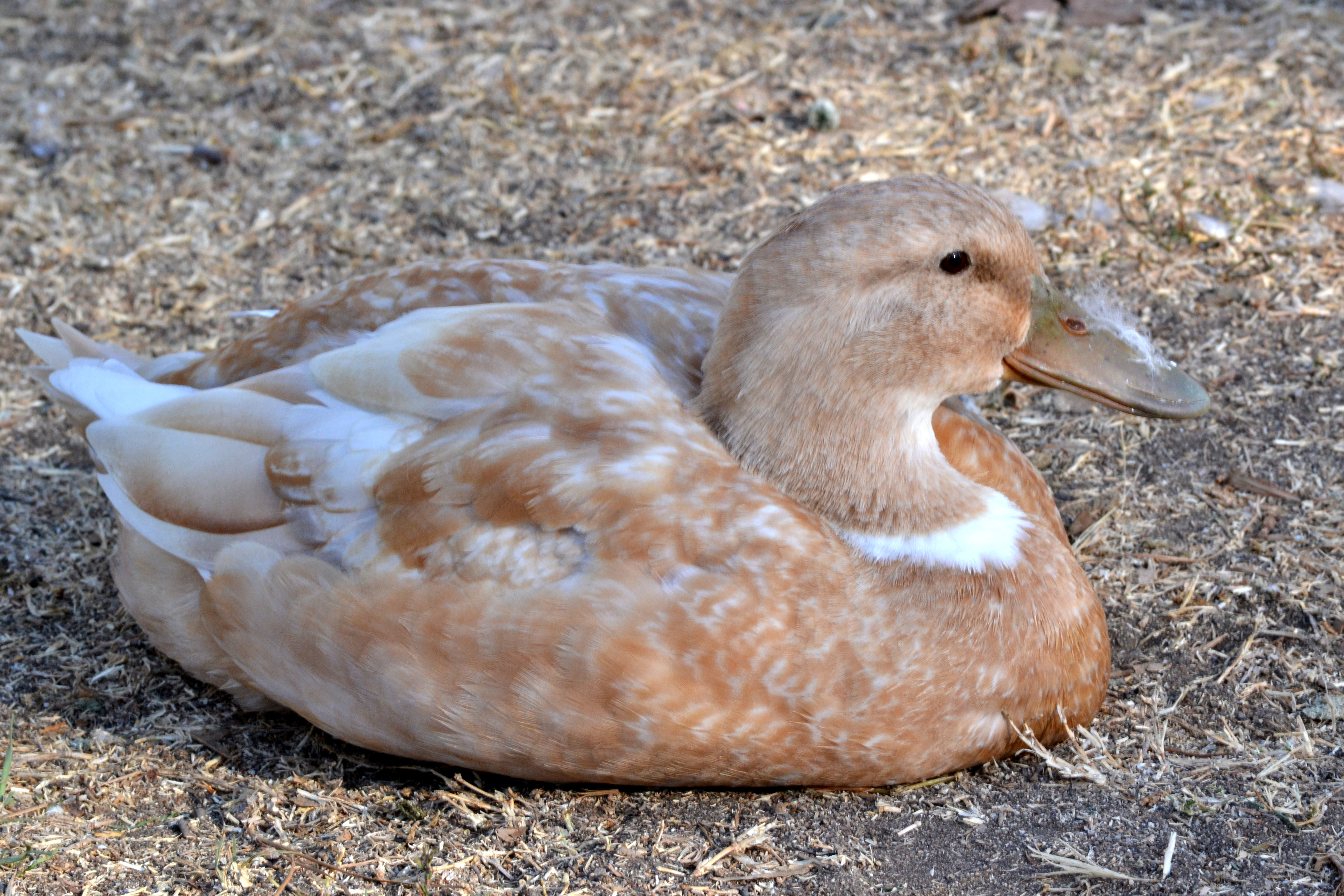
Vịt Orpington lông da bò

Vịt Orpington hoặc còn gọi là vịt lông da bò Orpington là một giống vịt nhà có nguồn gốc từ nước Anh. Nó là một giống kiêm dụng với hai mục đích sử dụng đối với việc cho thịt vịt và sản xuất trứng vịt. 

## Lịch sử
Nguyên gốc chúng được lai tạo ra bởi William Cook của vùng Orpington, Kent, Anh, từ việc lựa chọn sai khi lai giống Vịt Xanh Orpington, ông Cook cũng là nhà phát triển của giống gà Orpington. Các giống được sử dụng trong sự phát triển của giống vịt này bao gồm vịt Cayuga, vịt chạy Ấn Độ, vịt Aylesbury thương phẩm và vịt Rouen. Nó là có mục tiêu rằng ý định của Cook cho lai giống là để tận dụng các nhu cầu ngày càng tăng về các mẫu màu da bò.
Vịt lông da bò Orpington được giới thiệu với công chúng tại Dairy Show, Hội trường nông nghiệp (q.v.), Islington, London vào tháng năm 1897. Nó được coi là một giống bị đe dọa bởi các hiệp hội ALBC. Giống vịt này đã được công nhận bởi Hội gia cầm tiêu chuẩn Anh quốc vào năm 1910 và Hiệp hội Gia cầm Tiêu chuẩn Mỹ thì lựa chọn là "vịt da bò' vào trong tiêu chuẩn hạng trung từ năm 1914.

## Đặc điểm
Vịt Orpington có đầu hình bầu dục, cổ dài, thân dài, ngực sâu và đứng hơi cao. Tính đồng nhất là trọng liên quan đến mô hình màu. Vịt Orpington có sẵn trong ba loại màu sắc: da bò (Buff), vàng óng (Blond) và nâu (Brown). Vịt da bò Orpington là một màu không ổn định do một gen pha loãng màu xanh có nghĩa là từ con đẻ, cả ba biến thể màu sắc sẽ xuất hiện. Thông thường, màu vàng nhạt dà bò được coi là lý tưởng với vịt đực có một con nai da bò hoặc đầu con hải cẩu nâu. Cái mỏ của vịt đực là có màu vàng trong khi vịt mái có một cái mỏ màu nâu cam. Chúng có chân màu cam. Giống vịt này có khả năng đẻ đến 220 quả trứng một năm.